# 대한민국 형법 제168조
대한민국 형법 제168조는 연소에 대한 형법각칙의 조문이다.

## 조문
제168조(연소) ① 제166조제2항 또는 전조 제2항의 죄를 범하여 제164조, 제165조 또는 제166조제1항에 기재한 물건에 연소한 때에는 1년 이상 10년 이하의 징역에 처한다.

②전조 제2항의 죄를 범하여 전조 제1항에 기재한 물건에 연소한 때에는 5년 이하의 징역에 처한다.

第168條(延燒) ① 第166條第2項 또는 前條 第2項의 罪를 犯하여 第164條, 第165條 또는 第166條第1項에 記載한 物件에 延燒한 때에는 1年 以上 10年 以下의 懲役에 處한다.

②前條 第2項의 罪를 犯하여 前條 第1項에 記載한 物件에 延燒한 때에는 5年 以下의 懲役에 處한다.

## 주해
1. ↑  불길이 번져 타 나감

## 같이 보기
- 연소죄